# Hecatera koechlini
Hecatera koechlini là một loài bướm đêm trong họ Noctuidae.